# Rauchopfer

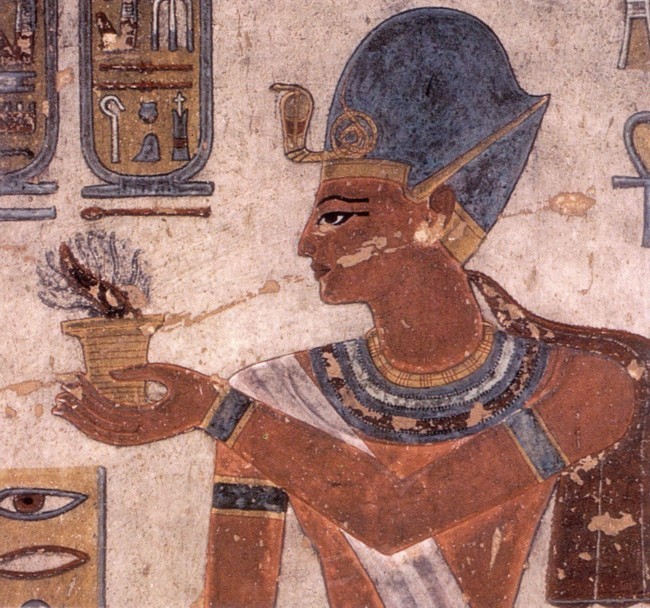
Weihrauchopfer im Alten Ägypten, Grabmal von Ramses III., Tal der Könige, 12. Jh. vor Christi

Ein Rauchopfer ist eine Form des Opfers mit einer langsamen Verbrennung wohlriechender Stoffe zu Kultuszwecken. Es handelt sich um einen Brauch, der bis zu den Anfangsstufen antiker Kulturen zurückreicht.
Im Altertum scheinen es namentlich die semitischen Völker gewesen zu sein, die das Rauchopfer mit großer Prachtentfaltung verrichteten. Zum Fest des Bel zu Babylon verbrannten die Chaldäer nach Herodot jährlich Weihrauch im Wert von 1000 Talenten Silber. Der griechische Schriftsteller Plutarch berichtet von einem dreimaligen Weihrauchopfer, welches die Ägypter morgens, mittags und abends der Sonne darbrachten.
Bei den Hebräern gelangte das Rauchopfer zum höchsten Ansehen. In der Bibel finden sich genaue Vorschriften über Zusammensetzung und Zeremoniell. Jeder Priester führte seine eigne Rauchpfanne. Vor dem Vorhang des Zeltes (Mischkan) stand der große, mit Gold überzogene Rauchaltar, auf dem morgens und abends Spezereien verbrannt wurden.

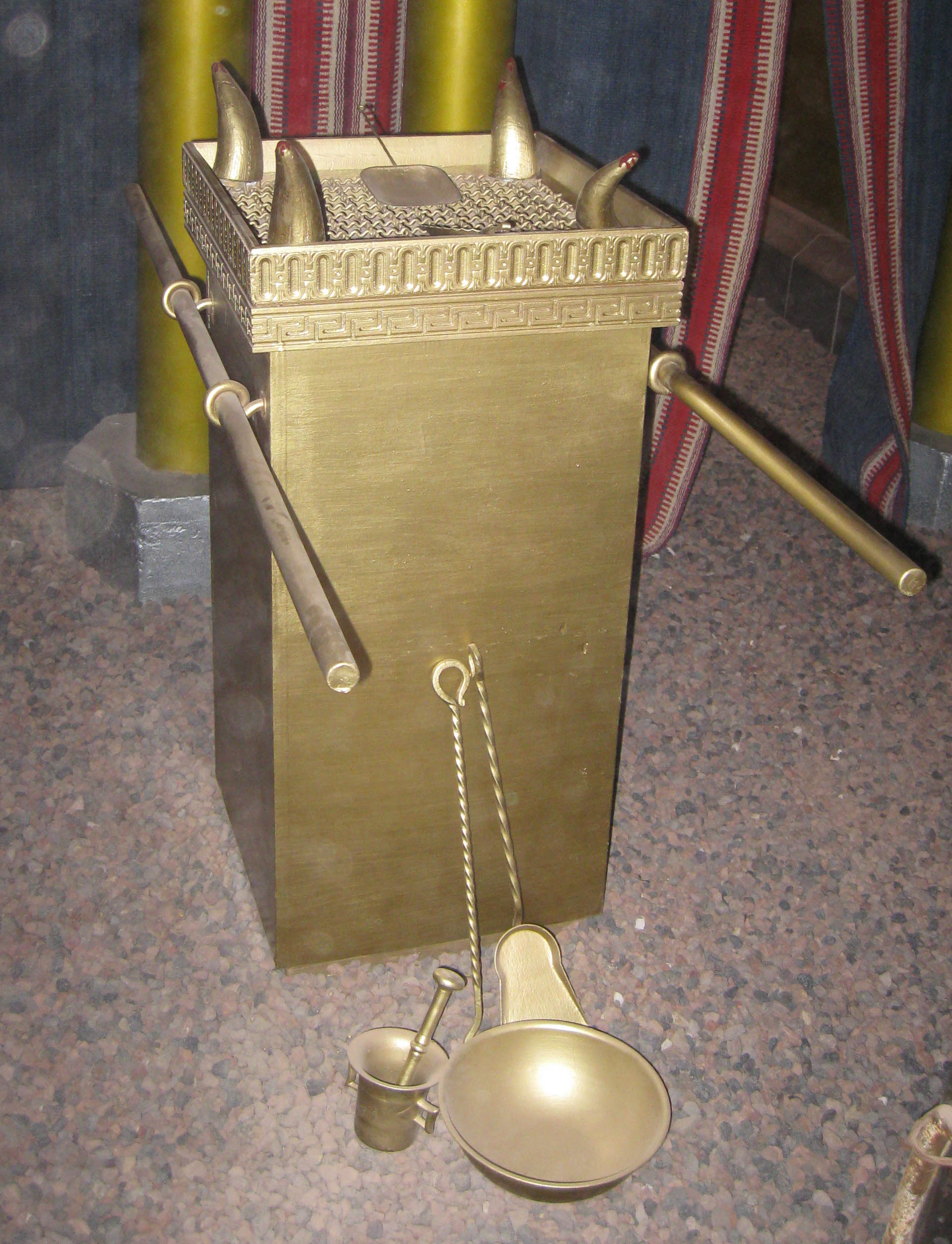
Nachbildung des Goldenen Räucheraltars, Timna, Israel

Die Griechen erlernten den Gebrauch des Weihrauchs, wie Plinius der Ältere berichtet, erst nach dem Trojanischen Krieg. Die Verwendung von Weihrauch wurde durch den wachsenden Verbrauch jedoch bald zu einem verschwenderischen Luxus. Weihrauch wurde zu einem knappen Handelsgut und es kam zu Einschränkungen. So sandte Alexander der Große auf einem seiner Feldzüge im Jahr 332 v. Chr. mit der Eroberung der Hafenstadt Gaza, die das Nordende der Weihrauchstraße darstellte, erstmals wieder seit Kriegsbeginn, eine Schiffsladung Weihrauch nach Hause, damit wieder geopfert werden könne.
Bei den Römern artete die Weihrauchverschwendung noch weiter aus. Kaiser Nero soll beispielsweise bei dem Begräbnis seiner Gemahlin Poppäa, nach Berichten des Plinius, mehr Weihrauch geopfert haben, als Arabien in einem ganzen Jahr liefern konnte. Aufgrund des großen Verbrauchs wurden die Hauptbestandteile des Rauchwerkes, die Gummiharze Weihrauch, Myrrhen und Balsam, zu drei kostbaren Handelsobjekten, die zum Teil mit Gold aufgewogen wurden. So musste man zu Plinius’ Zeiten das Pfund Weihrauch mit sechs Golddenaren (etwa 6 Dukaten) bezahlen. Die biblische Erzählung über die heiligen drei Könige aus dem Morgenland, die dem neugeborenen Messias als größte Kostbarkeiten Gold, Myrrhe und Weihrauch brachten wird dadurch verständlicher.
Die Christen betrachteten anfangs das Rauchopfer als heidnisch. Aber schon im Lauf des 4. Jahrhunderts drang mit anderen heidnischen Gebräuchen auch das Rauchopfer in die christliche Liturgie ein, und man verbot nur noch, diesen Ritus auch nach römischer Sitte den kaiserlichen Bildsäulen zu spenden. Indessen lebte der Rauchaltar in alter Form nicht mehr auf, und an die Stelle der Rauchpfanne jüdischer Priester trat die Inzens. Im Christentum werden die eucharistischen Gaben, alle Christussymbole – also Altar, Osterkerze, Kreuz, Evangeliar, Krippe, die Zelebranten und die Gemeinde, gegebenenfalls Reliquiare und Heiligenbildnisse mit Weihrauch geehrt.